# Disznópatak
1901-ig ez volt a hivatalos neve Disznópataka falunak!
Disznópatak (románul: Brădețelu) falu Romániában, Maros megyében.

## Története
Libánfalva község része. A trianoni békeszerződésig Maros-Torda vármegye Régeni alsó járásához tartozott.

## Népessége
2002-ben 267 lakosa volt, ebből 265 román és 2 magyar nemzetiségű.

## Vallások
A falu lakói közül 264-en ortodox, 2-en római katolikus hitűek, illetve 1 fő adventista.